# Rinaldo Mantovano
Rinaldo Mantovano (Mantua, doc. 1527-1539), pintor italiano, según Vasari el más capacitado de los ayudantes de Giulio Romano durante su estancia al servicio de los Gonzaga, marqueses de Mantua.

## Datos biográficos

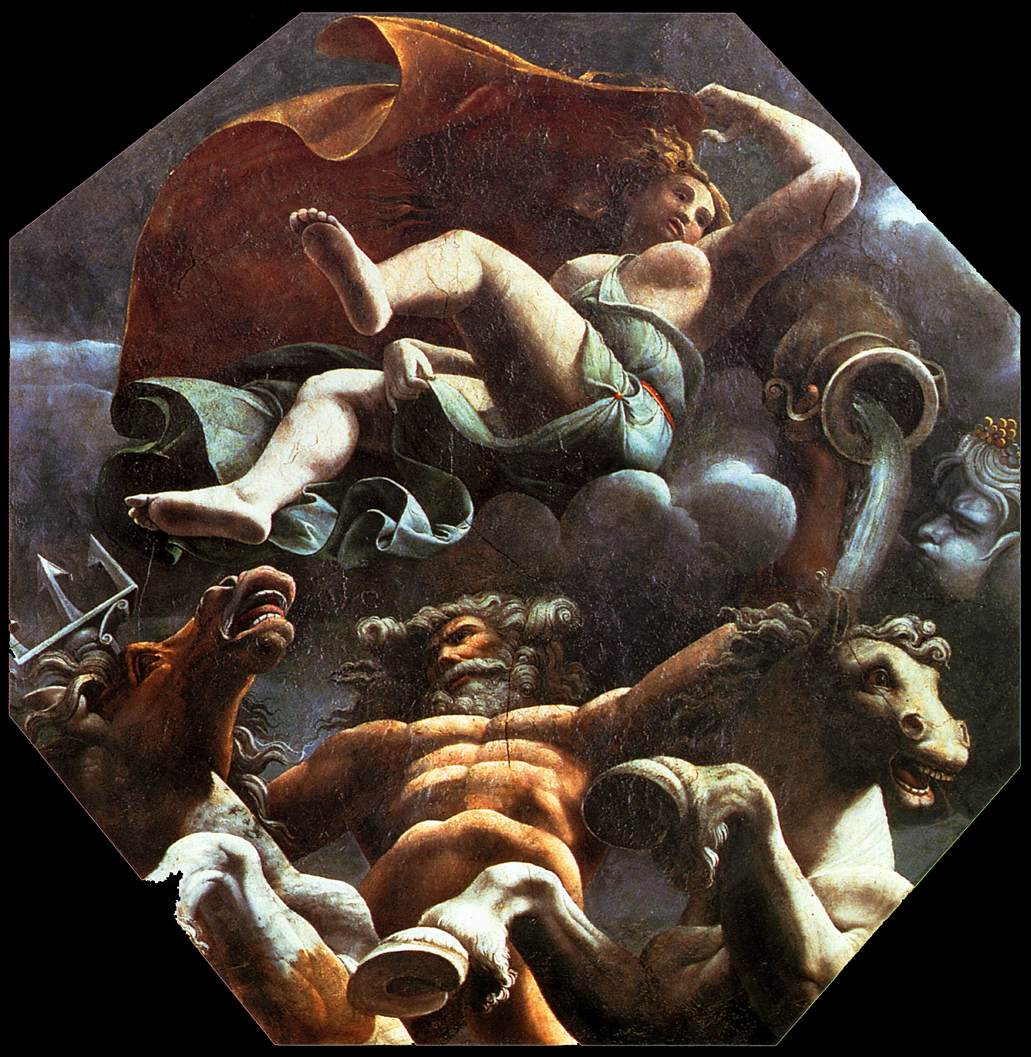
Céfiro y Psyché, Sala de Psiche, Palacio del Te, Mantua

Los datos vitales de Rinaldo nos son desconocidos. Le encontramos en el taller encargado de la decoración del Palazzo del Te de Mantua, donde participó en los trabajos de la Sala dei Venti, la Camera delle Aquile (1527) y la Loggia di David (1531). A partir de este último año está documentada su colaboración con Giulio Romano en la decoración del mantuano Castello di San Giorgio. De 1532 a 1536 participó en la ejecución de los frescos de la Sala dei Giganti, donde puede apreciarse su estilo algo plano y decorativo en gran parte de la pintura de los techos y muros.
De 1536 a 1539 se le halla integrado en el grupo de artistas que acometen la decoración del Palacio Ducal de Mantua. Allí trabajó en el Appartamento di Troia y el Camerino dei Falconi. En solitario, pero siguiendo diseños de su maestro, pintó los frescos de la Capilla Boschetti en la San Andrea de Mantua. En esta obra se encuentra nuevamente su tendencia a aplanar y apelotonar las figuras, lo que elimina cualquier sensación de perspectiva espacial.
Se le atribuye también, aunque con dudas, la decoración de la Capilla de San Sebastián en la misma iglesia mantuana.